# Abcesso peritonsilar
Abcesso peritonsilar ou abcesso periamigdalino é um acúmulo de pus atrás da tonsila (no espaço peritonsilar). Os sintomas incluem febre, dor de garganta, dificuldade para abrir a boca e alteração na voz. A dor geralmente é pior de um lado. As complicações podem incluir bloqueio das vias aéreas ou pneumonia por aspiração.

O abcesso peritonsilar é tipicamente devido à infecção por vários tipos de bactérias. Muitas vezes segue faringite estreptocócica. Eles geralmente não ocorrem naqueles que tiveram uma amigdalectomia. O diagnóstico é geralmente baseado nos sintomas. Imagiologia médica pode ser feita para descartar complicações.